# Sick of It All
A Sick of It All (SOIA) egy hardcore punk együttes, melyet Lou Koller (ének), Pete Koller (gitár), Armand Majidi (dob) és Rich Capriano (basszusgitár) alapított 1986-ban.

## Történet

### A kezdetek (1986-1992)
A New York-i Queensből származó Sick of It All olyan New York Hardcore együttesek mellett alakult, mint a Straight Ahead és a Rest in Pieces, melyekben részt vett Majidi és a jelenlegi Sick of It All-basszusgitáros Craig Setari. Majidi csatlakozott a Koller testvérekhez és Rich Caprianóhoz, hogy felvegyék a Sick of It All demót 1986-ban, miután az eredeti basszusgitáros Mark McNielly és dobos David Lamb kiléptek. Az együttes vasárnap délutánonként játszott a CBGB-találkozókon, majd nem sokkal később kiadták első 7"-es lemezüket a Revelation Records jóvoltából (amit később, a kiadás tizedik évfordulóján újra kiadtak, 1997-ben).
1988-ban a Sick of It All leszerződött a Relativity Recordsszal, majd felvették első nagylemezüket Blood, Sweat and No Tears címmel, ami 1989-ben meg is jelent. A következő lemez, a Just Look Around 1992-ben készült el.

### Növekvő népszerűség (1993-1997)
Megjelent a Scratch the Surface nagylemez az EastWest Records jóvoltából. Elkészült a Step Down videóklip és a Scratch the Surface. Ezt először egy közeli baráttal vették fel, a Straight Ahead, Rest in Pieces, Youth of Today és Agnostic Front basszusgitárosával, Craig Setari-vel, ő helyettesítette Rich Caprianót 1993 elején.
Az együttest rossz fényben tüntette fel, hogy 1992 decemberében Wayne Lo, egy fiatal diák lelőtt két embert és többet megsebesített a Simon's Rock College-ben, Massachusettsben. Fényképek kezdtek keringeni a letartóztatásáról, amikor is egy Sick of It All pólót viselt. Miután megvádolták őket, hogy erőszakot szítanak a fellépéseiken és a zenéjükön keresztül, az együttes a sajtóban (főként a The New York Timesban) védte meg magát.
A Scratch the Surface nagy sikere tette lehetővé az első világ körüli turnéjukat. 1997-ben megjelent a második lemezük az EastWest kiadótól, a Built to Last. Ez sokkal punkosabb volt mint az előző, a Built to Last sok felvételt tartalmaz, olyanokat mint az "Us vs. Them," a Busted és a Good Lookin’ Out. Ez a lemez jelentette az együttesnek az EastWest kiadóval kötött szerződése végét is.

### A Fat Wreck Chords évek (1998-2004)
1998-ban a Sick of It All leszerződött egy független lemezkiadóval, a Fat Wreck Chords-al, amit a NOFX-es Fat Mike alapított. Miután megjelent a "Potential For A Fall" kislemez – amihez videóklip is készült, a Call To Arms 1999 februárjában került piacra.
A 2000-es folytatás, a Yours Truly sokkal kevesebb kritikát kapott. Annak ellenére, hogy a lemezen olyan dalok hallhatóak, mint a "Blown Away," a "The Bland Within," a "District" és az "America", néhány rajongót elidegenített az album progresszív természete, és egy interjúban a zenekar frontembere, Lou Koller azt magyarázta, miért ilyen alacsony az eladások száma. 1
2001-ben a Sick of It All elkészítette a home-videóját, a The Story So Far-t, majd egy évvel később egy koncertlemezt a Fat Wreck Chords jóvoltából, a Live In A Dive-ot. Ezen a lemezen a Sick of It All teljes karrierjéből tartalmaz dalokat.
2003-ban elkészült a hetedik nagylemez, a Life on the Ropes. 2004-ben a zenekar kiadott egy ritkaságokból és feldolgozásokból álló lemezt, melynek címe Outtakes for the Outcast.

### Jelenlegi tevékenység és a jövő (2005-től napjainkig)
2005 elején a zenekar leszerződött az Abacus Recordings-al, hogy felvegyék a Life on the Ropes folytatását. Az új lemez, melynek címe Death to Tyrants 2006. április 16-án került a polcokra. 2007 elején a zenekar olyan zenekarokkal turnézott, mint az AFI és a The Dear & Departed.
2007. április 24-én jelent meg az Our Impact Will Be Felt című válogatáslemez, melyen olyan előadók dolgozták fel a Sick of It All dalait, mint a Bane, Bleeding Through, The Bouncing Souls, Hatebreed, Himsa, Madball, Most Precious Blood, Napalm Death, Pennywise, Rise Against, Sepultura, Stretch Arm Strong, Unearth és Walls of Jericho.
A Sick of It All már dolgozik az új nagylemez anyagán, ami várhatóan 2008 végén kerül a boltokba.

## Tagok

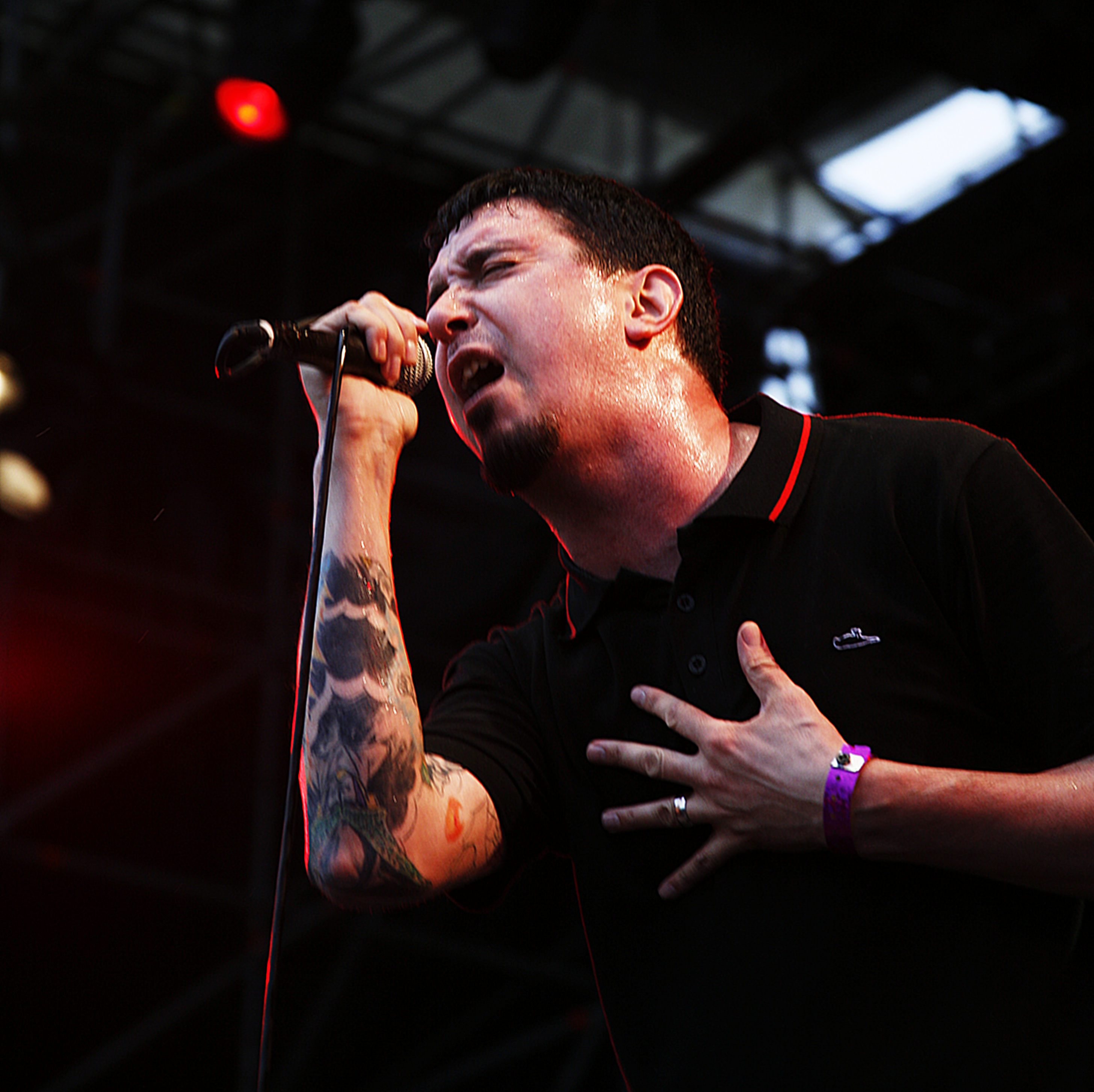
Lou Koller – ének
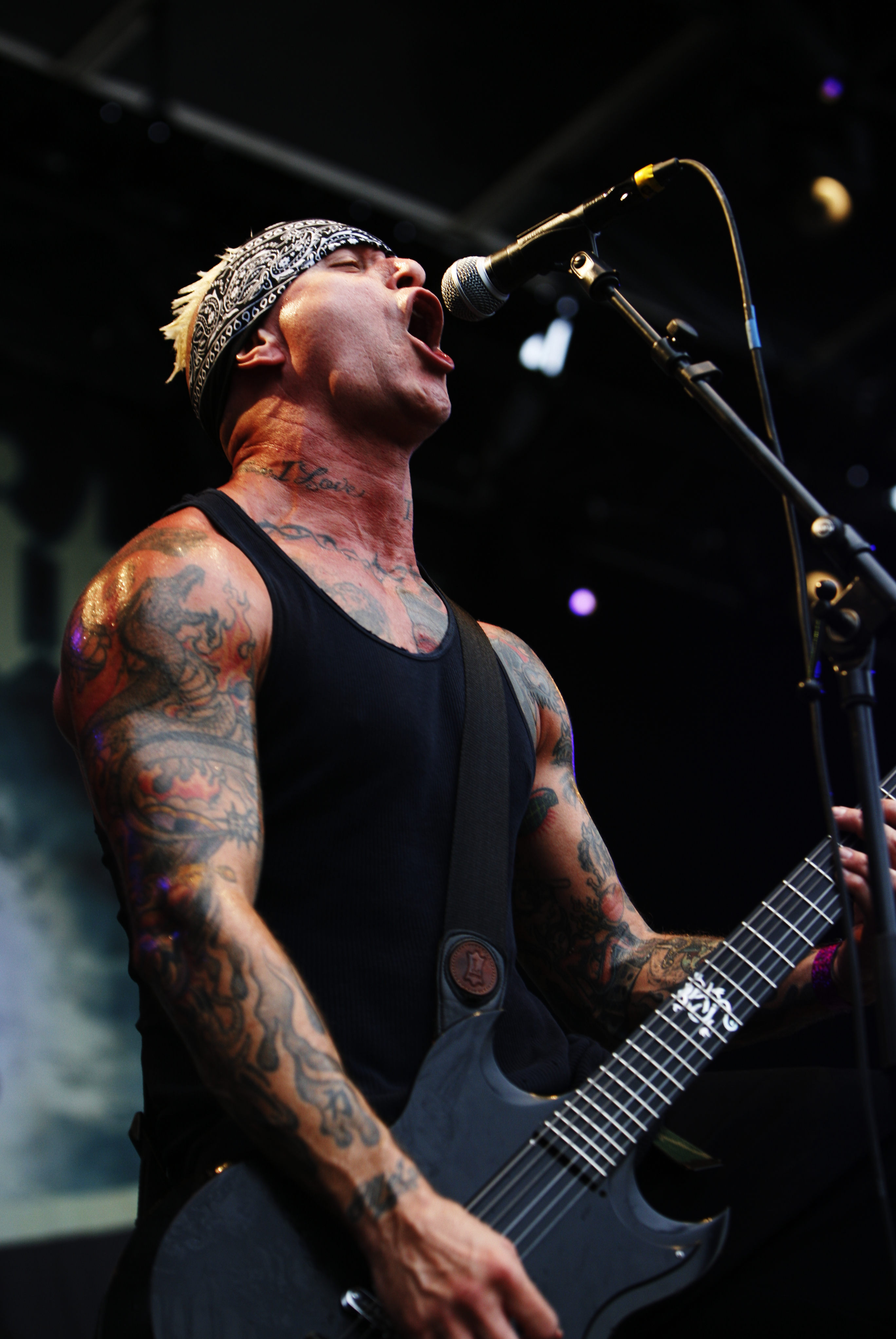
Pete Koller – gitár – háttérének
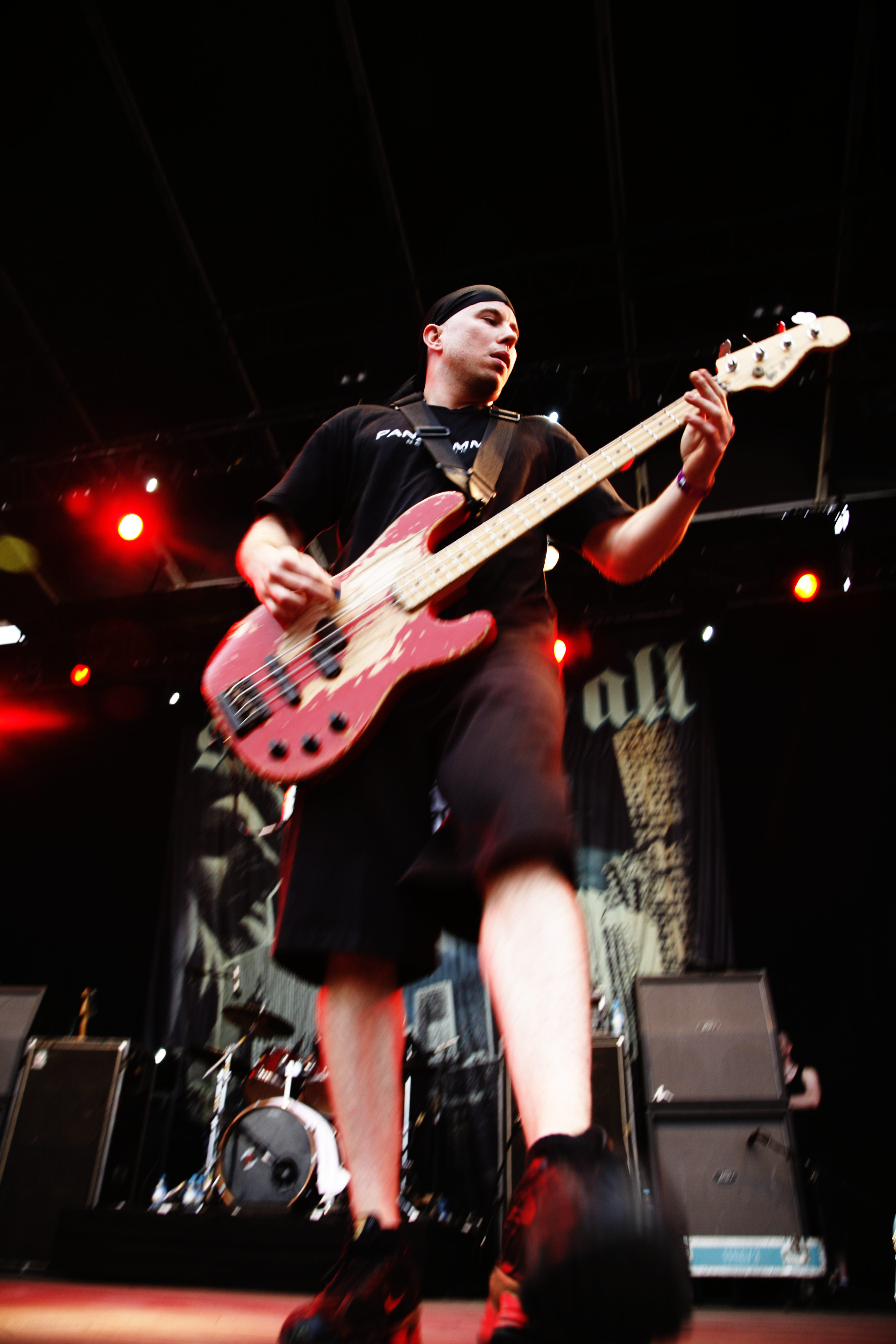
Craig Setari – basszusgitár – ének néhány dalban – háttérének
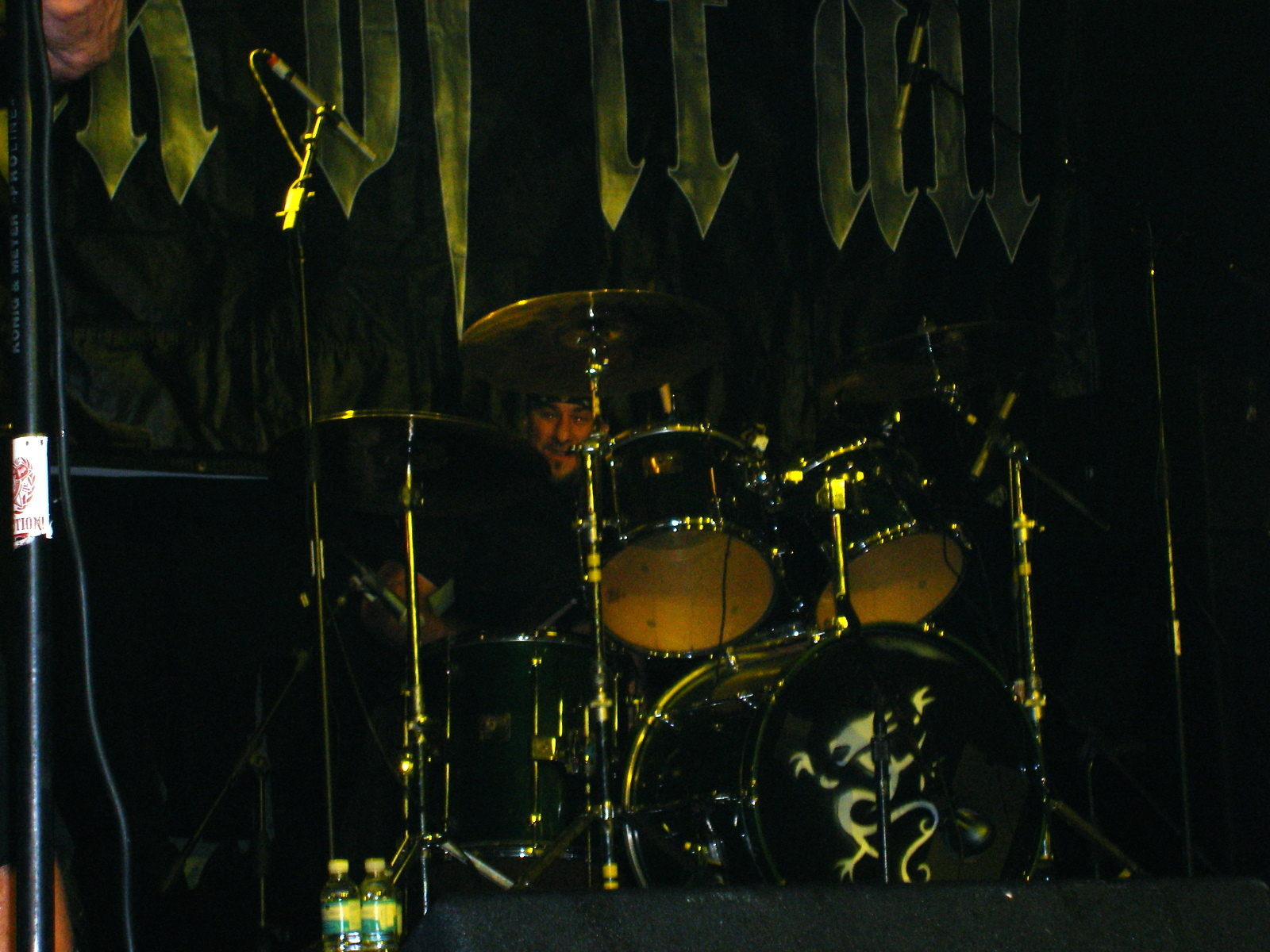
Armand Majidi – dobok

## Diszkográfia

### Nagylemezek
| Év   | Cím                       | Kiadó                 | Formátum | Egyéb információ                                                   |
| ---- | ------------------------- | --------------------- | -------- | ------------------------------------------------------------------ |
| 1989 | Blood, Sweat and No Tears | Relativity Records    | CD/LP    | - Első, bemutatkozó lemez. - Tartalmazza az első kislemez anyagát. |
| 1992 | Just Look Around          | Relativity Records    | CD/LP    | Az utolsó Relativity Records-nál kiadott SOIA lemez.               |
| 1994 | Scratch the Surface       | East West Records     | CD/LP    | Az első nagylemez ennél a kiadónál.                                |
| 1997 | Built to Last             | East West Records     | CD/LP    | A második és utolsó lemez ennél a kiadónál.                        |
| 1999 | Call to Arms              | Fat Wreck Chords      | CD/LP    | Az első Fat Wreck Chords album.                                    |
| 2000 | Yours Truly               | Fat Wreck Chords      | CD/LP    |                                                                    |
| 2003 | Life on the Ropes         | Fat Wreck Chords      | CD/LP    | Az utolsó Fat Wreck Chords lemez.                                  |
| 2006 | Death to Tyrants          | Abacus Recordings     | CD       | Az első Abacus Recordings lemez.                                   |
| 2010 | Based on a True Story     | Century Media Records | CD       |                                                                    |

### Kislemezek
| Év   | Cím                  | Kiadó              | Formátum | Egyéb információk |
| ---- | -------------------- | ------------------ | -------- | --- |
| 1987 | Sick of It All       | Revelation Records | CD/LP    | - Eredetileg 1987-ben jelent meg 7"-es bakelit lemezen. - A CD változat csak tíz évvel később, 1997-ben jelent meg. |
| 1991 | We Stand Alone       | Relativity Records | CD/7"    | - Tartalmazza a We Stand Alone és a What's Going On korábban felvett változatait, valamint a Minor Threat Betray feldolgozását. - Koncertfelvételeket is tartalmaz a Blood, Sweat and No Tears és a Sick of It All lemezekről. |
| 1994 | Step Down            | East West Records  | CD       | - Promo kislemez ami nem sokkal a Scratch The Surface album előtt jelent meg. - A következő dalokat tartalmazza: Step Down, Borstal Breakout, Straight Ahead. Ezek később megjelentek az Outtakes for the Outcast lemezen.     |
| 1996 | Cool as a Mustache   | East West Records  | CD       | Kislemez a rádióállomások számára, ami tartalmazza az addig meg nem jelent 86 című dalt (később megjelent az Outtakes for the Outcast lemezen.                                                                                 |
| 1999 | Potential for a Fall | Fat Wreck Chords   | CD       | Kislemez. |
| 2000 | Us Vs. Them          | East West Records  | CD       | Kislemez, ami tartalmazza az Us Vs. Them dalt, valamit 7 élő felvételt. |
| 2000 | Maladjusted          | Mercury Records    | CD       | Csak Németországban jelent meg. Tartalmazza a Maladjusted dalt és 3 élő felvételt. |
| 2003 | Relentless           | Bridge Nine        | 7"       | Kislemez |

### Egyéb kiadványok
| Év   | Cím                            | Kiadó             | Formátum | Egyéb információ                                                                                  |
| ---- | ------------------------------ | ----------------- | -------- | ------------------------------------------------------------------------------------------------- |
| 1995 | Live in a World Full of Hate   | Lost & Found      | CD       | Élő.                                                                                              |
| 1997 | Spreading the Hardcore Reality | Lost & Found      | CD       | Korai felvételek.                                                                                 |
| 2002 | Live in a Dive                 | Fat Wreck Chords  | CD       | Ez a kiadvány része a Fat Wreck Chords Live in a Dive album sorozatának.                          |
| 2004 | Outtakes for the Outcast       | Fat Wreck Chords  | CD       | - Feldolgozások és más, eredeti, eddig ki nem adott dalok. - Az utolsó Fat Wreck Chords kiadvány. |
| 2007 | Our Impact Will Be Felt        | Abacus Recordings | CD       | Tribute album más előadók Sick of It All dalai.                                                   |

### Vendégszereplések
- Barcode – Course Of Action (ft. Lou Koller)
- Bones, The – I Wanna Be Sedated (Ramones cover) (ft. Lou Koller & Roger Miret of Agnostic Front)
- Born From Pain – Doomsday Clock (ft. Lou Koller)
- CIV – Can't Wait One Minute More (ft. Lou Koller)
- Devil In Me – Back Against The Wall (ft. Lou Koller & Craig Setari) /both on vocals/
- Ensign – 15 Years (ft. Lou Koller)
- Haunted, The – Who Will Decide (ft. Lou Koller)
- Most Precious Blood – It Runs In The Blood (ft. Lou Koller)
- Warriors, The – Mankind Screams (ft. Lou Koller)
- H2O – What Happened? (ft. Lou Koller)

## Video
- The Story So Far (2001)

## Videóklipek
- District
- Injustice System
- Just Look Around
- Potential For A Fall
- Relentless
- Scratch The Surface
- Step Down
- Take The Night Off
- Us Vs Them